# Kaba (Hungria)
Kaba é uma cidade da Hungria, situada no condado de Hajdú-Bihar. Tem 95,04 km² de área e sua população em 2019 foi estimada em 5.878 habitantes.